# (100300) 1995 FS7
(100300) 1995 FS7 es un asteroide perteneciente al cinturón de asteroides, descubierto el 25 de marzo de 1995 por el equipo del Spacewatch desde el Observatorio Nacional de Kitt Peak, Arizona, Estados Unidos.

## Designación y nombre
Designado provisionalmente como 1995 FS7 . Fue nombrado 1995 FS7

## Características orbitales
1995 FS7 está situado a una distancia media del Sol de 2,654 ua, pudiendo alejarse hasta 2,836 ua y acercarse hasta 2,472 ua. Su excentricidad es 0,068 y la inclinación orbital 5,196 grados. Emplea 1579 días en completar una órbita alrededor del Sol.

## Características físicas
La magnitud absoluta de 1995 FS7 es 15,9.